# Piecki (Podlachie)
Pour l’article homonyme, voir Piecki.
Piecki est un village de Pologne, situé dans la gmina de Filipów, dans le powiat de Suwałki, dans la voïvodie de Podlachie à l'est de la Pologne.